# Amabela nigrisparsa
Amabela nigrisparsa là một loài bướm đêm trong họ Noctuidae.